# 金龙寺国家森林公园
金龙寺国家森林公园又稱大连金龙寺国家森林公园、金龙寺森林公园、辽宁金龙寺国家森林公园、大连金龙寺森林公园，是中華人民共和國遼寧省大連市甘井子區的一個國家森林公園，最初面積2138公頃。公園內有龍山（又名城山或成山，406米）、鳳凰山（又名老座山，381米，山上有俄罗斯帝国軍隊修建的砲台，是日俄戰爭的戰場之一）和丘陵以及兩個人工湖金龍湖和羚角湖。森林覆蓋率92%。公園於1994年開始建设，1999年开园（一說2003年5月开放营业），2006年被評為AAA級旅遊景區。2014年，公園擴建至15平方公里。